# مارکو لودادیو
مارکو لودادیو (ایتالیایی: Marco Lodadio؛ زادهٔ ۲۴ مارس ۱۹۹۲) ژیمناست هنری اهل ایتالیا است.